# Grammy Awards de 2022
A 64.ª cerimônia anual do Grammy Awards foi realizada em 3 de abril de 2022, na MGM Grand Garden Arena, em Las Vegas, Nevada, nos Estados Unidos. A premiação reconheceu as melhores gravações, composições e artistas do ano de elegibilidade, de 1º de setembro de 2020 a 30 de setembro de 2021. As indicações foram reveladas em 23 de novembro de 2021, através de uma transmissão ao vivo. O comediante sul-africano Trevor Noah, que apresentou a cerimônia anterior, em 14 de março de 2021, retornou como anfitrião.
Jon Batiste recebeu o maior número de indicações com 11, seguido por Doja Cat, H.E.R. e Justin Bieber com 8 cada. Batiste recebeu o maior número de prêmios com cinco e ganhou o prêmio de Álbum do Ano por We Are. Silk Sonic ganhou Gravação do Ano e Canção do Ano por "Leave the Door Open", e Olivia Rodrigo ganhou o prêmio de Artista Revelação. A cerimônia foi originalmente marcada para 31 de janeiro de 2022, na Crypto.com Arena, em Los Angeles; no entanto, em 5 de janeiro de 2022, a Recording Academy adiou a cerimônia indefinidamente devido a preocupações de saúde e segurança relacionadas à variante Ómicron do COVID-19. Em 18 de janeiro de 2022, a cerimônia foi remarcada para 3 de abril de 2022, e sua localização foi transferida para a MGM Grand Garden Arena em Las Vegas, devido aos conflitos de agendamento resultantes com a Crypto.com Arena.

## Vencedores e indicados
Os vencedores aparecem primeiro e destacados em negrito.

### Geral
| Gravação do Ano - "Leave the Door Open" – Silk Sonic - "I Still Have Faith in You" – ABBA - "Freedom" – Jon Batiste - "I Get a Kick Out of You" – Tony Bennett e Lady Gaga - "Peaches" – Justin Bieber com part. de Daniel Caesar e Giveon - "Kiss Me More" – Doja Cat com part. de SZA - "Drivers License" – Olivia Rodrigo - "Right on Time" - Brandi Carlile - "Happier Than Ever" - Billie Eilish - "Montero (Call Me by Your Name)" - Lil Nas X | Álbum do Ano - We Are – Jon Batiste - Love for Sale - Tony Bennett e Lady Gaga - Justice (Triple Chucks Deluxe) – Justin Bieber - Planet Her (Deluxe) – Doja Cat - Happier Than Ever - Billie Eilish - Back of My Mind - H.E.R. - Montero – Lil Nas X - Sour – Olivia Rodrigo - Evermore – Taylor Swift - Donda – Kanye West |
| Canção do Ano - "Leave the Door Open" – Silk Sonic - "Bad Habits" – Ed Sheeran - "A Beautiful Noise" – Alicia Keys e Brandi Carlile - "Drivers License" – Olivia Rodrigo - "Fight for You" – H.E.R. - "Happier Than Ever" – Billie Eilish - "Kiss Me More" – Doja Cat com part. de SZA - "Montero (Call Me by Your Name)" – Lil Nas X - "Peaches" – Justin Bieber com part. de Daniel Caesar e Giveon - "Right on Time" – Brandi Carlile             | Artista Revelação - Olivia Rodrigo - Arooj Aftab - Jimmie Allen - Baby Keem - Finneas - Glass Animals - Japanese Breakfest - The Kid Laroi - Arlo Parks - Saweetie |

### Pop
| Melhor Performance Pop Solo - "Drivers License" – Olivia Rodrigo - "Anyone" – Justin Bieber - "Right on Time" – Brandi Carlile - "Happier Than Ever" – Billie Eilish - "Positions" – Ariana Grande                                                                  | Melhor Performance Pop de Grupo/Dupla - "Kiss Me More" – Doja Cat com part. de SZA - "I Get a Kick Out of You" – Tony Bennett e Lady Gaga - "Lonely" – Justin Bieber e Benny Blanco - "Butter" – BTS - "Higher Power" – Coldplay |
| Melhor Álbum Vocal de Pop Tradicional - Love for Sale – Tony Bennett e Lady Gaga - Til We Meet Again (Live) – Norah Jones - A Tori Kelly Christmas – Tori Kelly - Ledisi Sings Nina – Ledisi - That's Life – Willie Nelson - A Holly Dolly Christmas – Dolly Parton | Melhor Álbum Vocal de Pop - Sour – Olivia Rodrigo - Justice (Triple Chucks Deluxe) – Justin Bieber - Planet Her (Deluxe) – Doja Cat - Happier Than Ever – Billie Eilish - Positions – Ariana Grande                              |

### Dance/Eletrônica
| Melhor Gravação de Dance/Eletrônica - "Alive" – Rüfüs Du Sol - "Hero" – Afrojack e David Guetta - "Loom" – Ólafur Arnalds com part. de Bonobo - "Before" – James Blake - "Heartbreak" – Bonobo e Totally Enormous Extinct Dinosaurs - "You Can Do It" – Caribou - "The Business" – Tiësto | Melhor Álbum de Dance/Eletrônica - Subconsciously – Black Coffee - Fallen Embers – Illenium - Music is the Weaon (Reloaded) – Major Lazer - Shockwave – Marshmello - Free Love – Sylvan Esso - Judgement – Tan City |

### Música Instrumental Contemporânea
| Melhor Álbum Instrumental Contemporâneo - Tree Falls – Taylor Eigsti - Double Dealin – Randy Brecker e Eric Marienthal - The Garden – Rachel Eckroth - At Blue Note Tokyo – Steve Gadd Band - Deep: The Baritone Sessions, Vol. 2 – Mark Lettieri |

### Rock
| Melhor Performance de Rock - "Making a Fire" – Foo Fighters - "Shot in the Dark" – AC/DC - "Know You Better" (Live from Capitol Studio A) – Black Pumas - "Nothing Compares 2 U" – Chris Cornell - "Ohms" – Deftones | Melhor Performance de Metal - "The Alien" – Dream Theater - "Genesis" – Deftones - "Amazonia" – Gojira - "Pushing the Tides" – Mastodon - "The Triumph of King Freak (A Crypt of Preservation and Superstition)" – Rob Zombie |
| Melhor Canção de Rock - "Waiting on a War" - "All My Favorite Songs" - "The Bandit" - "Distance" - "Find My Way" – Paul McCartney                                                                                    | Melhor Álbum de Rock - Medicine at Midnight – Foo Fighters - Power Up – AC/DC - Capitol Cuts - Live from Studio A – Black Pumas - No One Sings Like You Anymore, Vol. 1 – Chris Cornell - McCartney III – Paul McCartney      |

### Alternativa
| Melhor Álbum de Música Alternativa - Daddy's Home – St. Vincent - Shore – Fleet Foxes - If I Can't Have Love, I Want Power – Halsey - Jubilee – Japanese Breakfast - Collapsed in Sunbeams – Arlo Parks |

### R&B
| Melhor Performance de R&B - "Leave the Door Open" – Silk Sonic (EMPATE) - "Pick Up Your Feelings" – Jazmine Sullivan (EMPATE) - "Lost You" – Snoh Aalegra - "Peaches" – Justin Bieber com part. de Daniel Caesar e Giveon - "Damage" – H.E.R. | Melhor Performance de R&B Tradicional - "Fight for You" – H.E.R. - "I Need You" – Jon Batiste - "Bring It On Home to Me" – BJ The Chicago Kid, PJ Morton e Kenyon Dixon com part. de Charlie Bereal - "Born Again" – Leon Bridges com part. de Robert Glasper - "How Much Can a Heart Take" – Lucky Daye com part. de Yebba |
| Melhor Canção de R&B - "Leave the Door Open" - "Damage" - "Good Days" - "Heartbreak Anniversary" - "Pick Up Your Feelings" | Melhor Álbum de R&B Progressivo - Table for Two – Lucky Daye - New Light – Eric Bellinger - Something To Say – Cory Henry - Mood Valiant – Hiatus Kaiyote - Dinner Party – Terrace Martin, Robert Glasper, 9th Wonder e Kamasi Washington - Studying Abroad: Extended Stay – Masego                                         |
| Melhor Álbum de R&B - Heaux Tales – Jazmine Sullivan - Temporary Highs in the Violet Skies – Snoh Aalegra - We Are – Jon Batiste - Gold-Diggers Sound – Leon Bridges - Back of My Mind – H.E.R.                                               | |

### Rap
| Melhor Performance de Rap - "Family Ties" – Baby Keem com part. de Kendrick Lamar - "Up" – Cardi B - "My . Life" – J. Cole com part. de 21 Savage e Morray - "Way 2 Sexy" – Drake com part. de Future e Young Thug - "Thot Shit" – Megan Thee Stallion                       | Melhor Performance de Rap Melódico - "Hurricane" – Kanye West com part. de the Weeknd e Lil Baby - "Pride . is . the . Devil" – J. Cole com part. de Lil Baby - "Need to Know" – Doja Cat - "Industry Baby" – Lil Nas X - "Wusyaname" – Tyler, The Creator com part. de YoungBoy Never Broke Again e Ty Dolla $ign |
| Melhor Canção de Rap - "Jail" – Kanye West com part. de Jay-Z - "Bath Salts" – DMX com part. de Jay-Z e Nas - "Best Friend" – Saweetie com part. de Doja Cat - "Family Ties" – Baby Keem com part. de Kendrick Lamar - "My . Life" – J. Cole com part. de 21 Savage e Morray | Melhor Álbum de Rap - Call Me If You Get Lost – Tyler, The Creator - The Off Season – J. Cole - Certified Lover Boy – Drake - King's Disease II – Nas - Donda – Kanye West |

### Country
| Melhor Performance Solo de Country - "You Should Probably Leave" – Chris Stapleton - "Forever After All" – Luke Combs - "Remember Her Name" – Mickey Guyton - "All I Do Is Drive" – Jason Isbell - "Camera Roll" – Kacey Musgraves    | Melhor Performance Country de Dupla/Grupo - "Younger Me" – Brothers Osborne - "If I Didn't Love You" – Jason Aldean e Carrie Underwood - "Glad You Exist" – Dan + Shay - "Chasing After You" – Ryan Hurd e Maren Morris - "Drunk (And I Don't Wanna Go Home)" – Elle King e Miranda Lambert |
| Melhor Canção de Country - "Cold" – Chris Stapleton - "Better Than We Found It" – Maren Morris - "Camera Roll" – Kacey Musgraves - "Country Again" – Thomas Rhett - "Fancy Like" – Walker Hayes - "Remember Her Name" – Mickey Guyton | Melhor Álbum de Country - Starting Over – Chris Stapleton - Skeletons – Brothers Osborne - Remember Her Name – Mickey Guyton - The Marfa Tapes – Miranda Lambert, Jon Randall e Jack Ingram - The Ballad of Dood and Juanita – Sturgill Simpson                                             |

### New Age
| Melhor Álbum New Age - Divine Tides – Stewart Copeland e Ricky Kej - Brothers – Will Ackerman, Jeff Oster e Tom Eaton - Pangaea – Wouter Kellerman e David Arkenstone - Night + Day – Opium Moon - Pieces of Forever – Laura Sullivan |

### Jazz
| Melhor Solo de Jazz Improvisado - "Humpty Dumpty (Set 2)" – Chick Corea - "Sackodougou" – Christian Scott aTunde Adjuah - "Kick Those Feet" – Kenny Barron - "Bigger Than Us" – Jon Batiste - "Absence" – Terence Blanchard | Melhor Álbum Vocal de Jazz - Songwrights Apothecary Lab – Esperanza Spalding - Generations – The Baylor Project - SuperBlue – Kurt Elling e Charlie Hunter - Time Traveler – Nnenna Freelon - Flor – Gretchen Parlato                                                                                |
| Melhor Álbum Instrumental de Jazz - Skyline – Ron Carter, Jack DeJohnette e Gonzalo Rubalcaba - Jazz Selections: Music from and Inspired by Soul – Jon Batiste - Absence – Terence Blanchard com part. de The E Collective e The Turtle Island Quartet - Akoustic Band Live – Chick Corea, John Patitucci e Dave Weckl - " Side-Eye NYC (V1.IV) – Pat Metheny | Melhor Álbum de Grande Conjunto de Jazz - For Jimmy, Wes and Oliver – Christian McBride Big Band - Live at Birdland! – The Count Basie Orchestra Dirigida por Scotty Barnhart - Dear Love – Jazzmeia Horn e Her Noble Force - Swirling – Sun Ra Arkestra - Jackets XL – Yellowjackets + WDR Big Band |
| Melhor Álbum de Jazz Latino - Mirror Mirror – Eliane Elias com Chick Corea e Chucho Valdés - The South Bronx Story – Carlos Henriquez - Virtual Birdland – Arturo O'Farrill e The Afro Latin Jazz Orchestra - Transparency – Dafnis Prieto Sextet - El Arte del Bolero – Miguel Zenón e Luis Perdomo                                                          | |

### Gospel/Música Cristã Contemporânea
| Melhor Performance/Canção de Gospel - "Never Lost" – CeCe Winans - "Voice of God" – Dante Bowe com part. de Steffany Gretzinger e Chandler Moore - "Joyful" – Dante Bowe - "Help" – Anthony Brown & Group Therapy - "Wait on You" – Elevation Worship e Maverick City Music | Melhor Performance/Canção de Música Cristã Contemporânea - "Believe for It" – CeCe Winans - "We Win" – Kirk Franklin e Lil Baby - "Hold Us Together" (Hope Mix) – H.E.R. e Tauren Wells - "Man of Your Word" – Chandler Moore e KJ Scriven - "Jireh" – Elevation Worship e Maverick City Music com part. de Chandler Moore e Naomi Raine |
| Melhor Álbum Gospel - Believe For It – CeCe Winans - Changing Your Story – Jekalyn Carr - Royalty: Live at The Ryman – Tasha Cobbs Leonard - Jubilee: Juneteenth Edition – Maverick City Music - Jonny X Mali: Live in LA – Jonathan McReynolds e Mali Music                | Melhor Álbum de Música Cristã Contemporânea - Old Church Basement – Elevation Worship e Maverick City Music - No Stranger – Natalie Grant - Feels Like Home Vol. 2 – Israel and New Breed - The Blessing – Kari Jobe - Citizen of Heaven (Live) – Tauren Wells                                                                           |
| Melhor Álbum de Gospel Raiz - My Savior – Carrie Underwood - Alone with My Faith – Harry Connick Jr. - That's Gospel, Brother – Gaither Vocal Band - Keeping On – Ernie Haase & Signature Sound - Songs for the Times – The Isaacs                                          | |

### Música Latina
| Melhor Álbum de Pop Latino - Mendó – Alex Cuba - Vértigo – Pablo Alborán - Mis Amores – Paula Arenas - Hecho a la Antigua – Ricardo Arjona - Mis Manos – Camilo - Revelación – Selena Gomez                                                                   | Melhor Álbum de Música Urbana - El Último Tour Del Mundo – Bad Bunny - Afrodisíaco – Rauw Alejandro - Jose – J Balvin - KG0516 – Karol G - Sin Miedo (del Amor y Otros Demonios) – Kali Uchis                                                                           |
| Melhor Álbum de Rock Latino ou Música Alternativa - Origen – Juanes - Deja – Bomba Estéreo - Mira Lo Que Me Hiciste Hacer (Deluxe Edition) – Diamante Eléctrico - Calambre – Nathy Peluso - El Madrileño – C. Tangana - Sonidos de Karmática Resonancia – Zoé | Melhor Álbum de Música Regional Mexicana (incluindo Tejano) - A Mis 80's – Vicente Fernández - Antología de la Musica Ranchera, Vol. 2 – Aida Cuevas - Seis – Mon Laferte - Un Canto por México, Vol. 2 – Natalia Lafourcade - Ayayay! (Súper Deluxe) – Christian Nodal |
| Melhor Álbum Latino de Música Tropical - Salswing! – Rubén Blades e Roberto Delgado & Orquesta - En Cuarentena – El Gran Combo de Puerto Rico - Sin Salsa No Hay Paraíso – Aymée Nuviola - Colegas – Gilberto Santa Rosa - Live in Peru – Tony Succar         | |

### Raízes Americanas
| Melhor Performance de Raízes Americanas - "Cry" – Jon Batiste - "Love and Regret" – Billy Strings - "I Wish I Knew How It Would Feel To Be Free" – The Blind Boys of Alabama e Béla Fleck - "Same Devil" – Brandy Clark com part. de Brandi Carlile - "Nightflyer" – Allison Russell | Melhor Canção de Raízes Americanas - "Cry" – Jon Batiste - "Avalon" – Rhiannon Giddens com Francesco Turrisi - "Call Me A Fool" – Valeria June com part. de Carla Thomas - "Diamond Studded Shoes" – Yola - "Nightflyer" – Allison Russell                 |
| Melhor Álbum de Americana - Native Sons – Los Lobos - Downhill From Everywhere – Jackson Browne - Leftover Feelings – John Hiatt com The Jerry Douglas Band - Outside Child – Allison Russell - Stand For Myself – Yola                                                              | Melhor Álbum de Bluegrass - My Bluegrass Heart – Béla Fleck - Renewal – Billy Strings - A Tribute To Bill Monroe – The Infamous Stringdusters - Cuttin' Grass - Vol. 1 (Butcher Shoppe Sessions) – Sturgill Simpson - Music Is What I See – Rhonda Vincent |
| Melhor Álbum de Blues Tradicional - I Be Trying – Cedric Burnside - 100 Years Of Blues – Elvin Bishop e Charlie Musselwhite - Traveler's Blues – Blues Traveler - Be Ready When I Call You – Guy Davis - Take Me Back – Kim Wilson                                                   | Melhor Álbum de Blues Contemporâneo - 662 – Christone "Kingfish" Ingram - Delta Kream – The Black Keys com part. de Eric Deaton e Kenny Brown - Royal Tea – Joe Bonamassa - Uncivil War – Shemekia Copeland - Fire It Up – Steve Cropper                   |
| Melhor Álbum de Folk - They're Calling Me Home – Rhiannon Giddens com Francesco Turrisi - One Night Lonely (Live) – Mary Chapin Carpenter - Long Violent History – Tyler Childers - Wednesday (Extended Edition) – Madison Cunningham - Blue Heron Suite – Sarah Jarosz              | Melhor Álbum de Música de Raízes Regional - Kau Ka Pe'a – Kalani Pe'a - Live In New Orleans! – Sean Ardoin e Kreole Rock And Soul - Bloodstains & Teardrops – Big Chief Monk Boudreaux - My People – Cha Wa - Corey Ledet Zydeco – Corey Ledet Zydeco      |

### Reggae
| Melhor Álbum de Reggae - Beauty in the Silence − SOJA - Pamoja − Etana - Positive Vibration − Gramps Morgan - Live N Livin − Sean Paul - Royal − Jesse Royal - 10 − Spice |

### Música Internacional
| Melhor Performance de Música Internacional - "Mohabbat" – Arooj Aftab - "Do Yourself" – Angelique Kidjo e Burna Boy - "Pà Pá Pà" – Femi Kuti - "Blewu" – Yo-Yo Ma e Angelique Kidjo - "Essence" – WizKid com part. de Tems | Melhor Álbum de Música Internacional - Mother Nature – Angelique Kidjo - Voice Of Bunbon, Vol. 1 – Rocky Dawuni - East West Players Presents: Daniel Ho & Friends Live In Concert – Daniel Ho e Friends - Legacy + – Femi Kuti e Made Kuti - Made In Lagos: Deluxe Edition – WizKid |

### Infantil
| Melhor Álbum de Música Infantil - A Colorful World – Falu - Actívate – 123 Andrés - All One Tribe – 1 Tribe Collective - Black To The Future – Pierce Freelon - Crayon Kids – Lucky Diaz and the Family Jam Band |

### Recitação
| Melhor Álbum de Recitação (inclui Poesia, Audiobooks e Narrativa) - Carry On: Reflections For A New Generation From John Lewis – Don Cheadle - Mother Nature – LeVar Burton - Catching Dreams: Live At Fort Knox Chicago – J. Ivy - 8:46 – Dave Chappelle e Amir Sulaiman - A Promised Land – Barack Obama |

### Comédia
| Melhor Álbum de Comédia - Sincerely Louis CK – Louis C.K. - The Comedy Vaccine – Lavell Crawford - Evolution – Chelsea Handler - Thanks For Risking Your Life – Lewis Black - The Greatest Average American – Nate Bargatze - Zero F***s Given – Kevin Hart |

### Teatro Musical
| Melhor Álbum de Teatro Musical - The Unofficial Bridgerton Musical – Abigail Barlow e Emily Bear (compositores e letristas) - Andrew Lloyd Webber’s Cinderella – Andrew Lloyd Webber e David Zippel (compositores e letristas) - Burt Bacharach and Steven Sater's Some Lovers – Burt Bacharach (compositor) e Steven Sater (letrista) - Girl From The North Country – Bob Dylan (compositor) - Les Misérables: The Staged Concert (The Sensational 2020 Live Recording) – Claude-Michel Schönberg (compositor) e Alain Boublil, John Caird, Herbert Kretzmer, Jean-Marc Natel e Trevor Nunn (letristas) - Stephen Schwartz's Snapshots – Stephen Schwartz (compositor e letrista) |

### Música de Mídia Visual
| Melhor Compilação de Mídia Visual - The United States vs. Billie Holiday – Andra Day - Cruella – Vários Artistas - Dear Evan Hansen – Vários Artistas - In the Heights – Vários Artistas - One Night in Miami... – Vários Artistas - Respect – Jennifer Hudson - Schmigadoon! (Episódio 1) – Vários Artistas | Melhor Trilha Orquestrada de Mídia Visual - The Queen's Gambit – Carlos Rafael Rivera (compositor) (EMPATE) - Soul – Jon Batiste, Trent Reznor e Atticus Ross (compositores) (EMPATE) - Bridgerton – Kris Bowers (compositor) - Duna – Hans Zimmer (compositor) - The Mandalorian: 2.ª temporada (Episódios 13 e 16) – Ludwig Göransson (compositor) |
| Melhor Canção Escrita para Mídia Visual - "All Eyes on Me" (de Bo Burnham: Inside) – Bo Burnham - "Agatha All Along" (de WandaVision: Episódio 7) – Kristen Anderson-Lopez e Robert Lopez com part. de Kathryn Hahn, Eric Bradley, Greg Whipple, Jasper Randall e Gerald White) - "All I Know So Far" (de P!nk: All I Know So Far) – P!nk - "Fight for You" (de Judas and the Black Messiah) – H.E.R. - "Here I Am (Singing My Way Home)" (de Respect) – Jennifer Hudson - "Speak Now" (de One Night in Miami...) – Leslie Odom Jr. | |

### Composição/Arranjo
| Melhor Composição Instrumental - "Eberhard" – Lyle Mays (compositor: Lyle Mays) - "Beautiful Is Black" – Brandee Younger (compositor: Brandee Younger) - "Cat and Mouse" – Tom Nazziola (compositor: Tom Nazziola) - "Concerto for Orchestra: Finale" – Vince Mendoza e Orquestra Sinfônica Nacional Checa com part. de Antonio Sánchez e Derrick Hodge (compositor: Vince Mendoza) - "Dreaming in Lions: Dreaming in Lions" – Arturo O'Farrill e The Afro Latin Jazz Ensemble (compositor: Arturo O’Farrill)      | Melhor Arranjo, Instrumental ou A capella - "Meta Knight's Revenge (de Kirby Super Star) – The 8-Bit Big Band com part. de Button Masher (arranjadores: Charlie Rosen e Jake Silverman) - "Chopsticks" – Richard Baratta (arranjador: Bill O'Connell) - "For the Love of a Princess (de Braveheart) – Hauser, Orquestra Sinfônica de Londres e Robin Smith (arranjador: Robin Smith) - "Infinite Love" – Emile Mosseri (arranjador: Emile Mosseri) - "The Struggle Within" – Rodrigo y Gabriela (arranjadores: Gabriela Quintero e Rodrigo Sanchez) |
| Melhor Arranjo, Instrumentos e Vocais - "To The Edge of Longing (Edit Version)" – Vince Mendoza, Orquestra Sinfônica Nacional Checa e Julia Bullock (arranjador: Vince Mendoza) - "The Bottom Lin" – Ólafur Arnalds e Josin (arranjador: Ólafur Arnalds) - "A Change is Gonna Come" – Tonality e Alexander Lloyd Blake (arranjador: Tehillah Alphonso) - "The Christmas Song (Chestnuts Roasting on an Open Fire)" – Jacob Collier (arranjador: Jacob Collier) - "Eleanor Rigby" – Cody Fry (arranjador: Cody Fry) | |

### Embalagem, Notas, e Histórico
| Melhor Embalagem de Gravação - Pakelang – 2nd Generation Falangao Singing Group e The Chairman Crossover Big Band (diretores de arte: Li Jheng Han e Yu, Wei) - American Jackpot / American Girls – Reckless Kelly (diretores de arte: Sarah Dodds e Shauna Dodds) - Carnage – Nick Cave e Warren Ellis (diretores de arte: Nick Cave e Tom Hingston) - Serpentine Prison – Matt Berninger (diretor de arte: Dayle Doyle) - Zeta – Soul of Ears (diretor de arte: Xiao Qing Yang) | Melhor Embalagem de Box ou Edição Especial Limitada - All Things Must Pass: 50th Anniversary Edition – George Harrison (diretores de arte: Darren Evans, Dhani Harrison e Olivia Harrison) - Color Theory – Soccer Mommy (diretores de arte: Lordess Foudre e Christopher Leckie) - The Future Bites (Limited Edition Box Set) – Steven Wilson (diretor de arte: Simon Moore) - 77-81 – Gang of Four (diretores de arte: Dan Calderwood e Jon King) - Swimming in Circles – Mac Miller (diretores de arte: Ramón Coronado e Marshall Rake) |
| Melhor Notas de Álbum - The Complete Louis Armstrong Columbia and RCA Victor Studio Sessions 1946-1966 – Louis Armstrong (Notas: Ricky Riccardi) - Beethoven: The Last Three Sonatas – Sunwook Kim (Notas: Ann-Katrin Zimmermann) - Creation Never Sleeps, Creation Never Dies: The Willie Dunn Anthology – Willie Dunn (Notas: Kevin Howes) - Etching The Voice: Emile Berliner and The First Commercial Gramophone Discs, 1889-1895 – Vários Artistas (Notas: David Giovannoni, Richard Martin e Stephan Puille) - The King of Gospel Music: The Life and Music of Reverend James Cleveland – Vários Artistas (Notas: Robert Marovich) | Melhor Álbum Histórico - Joni Mitchell Archives, Vol. 1: The Early Years (1963-1967) – Joni Mitchell - Beyond The Music: Her Complete RCA Victor Recordings – Marian Anderson - Etching The Voice: Emile Berliner and The First Commercial Gramophone Discs, 1889-1895 – Vários Artistas - Excavated Shellac: An Alternate History of The World's Music – Vários Artistas - Sign O' The Times (Super Deluxe Edition) – Prince |

### Produção
| Melhor Engenharia de Álbum, Não Clássico - Love for Sale – Tony Bennett e Lady Gaga (engenheiros: Dae Bennett, Josh Coleman e Billy Cumella; engenheiros de masterização: Greg Calbi e Steve Fallone) - Cinema – The Marías (engenheiros: Josh Conway, Marvin Figueroa, Josh Gudwin, Neal H Pogue e Ethan Shumaker; engenheiro de masterização: Joe LaPorta) - Dawn – Yebba (engenheiros: Thomas Brenneck, Zach Brown, Elton "L10MixedIt" Chueng, Riccardo Damian, Tom Elmhirst, Jens Jungkurth, Todd Monfalcone, John Rooney e Smino; engenheiro de masterização: Randy Merrill) - Hey What – Low (engenheiro: BJ Burton; engenheiro de masterização: BJ Burton) - Notes with Attachments – Pino Palladino e Blake Mills (engenheiros: Joseph Lorge e Blake Mills; engenheiro de masterização: Greg Koller) | Produtor do Ano, Não Clássico - Jack Antonoff – Chemtrails Over the Country Club (Lana Del Rey); Daddy's Home (St. Vincent); "Gold Rush" (Taylor Swift); Sling (Clairo); Solar Power (Lorde); Take the Sadness Out of Saturday Night (Bleachers) - Rogét Chahayed – "//aguardiente Y Limón %ᵕ‿‿ᵕ%" (Kali Uchis); "Ain't Shit" (Doja Cat); "Beautiful" (Shelley FKA DRAM); "Blueberry Eyes" (Max com part. de Suga of BTS); "Fire in the Sky" (Anderson .Paak); "Kiss Me More" (Doja Cat com part. de SZA); "Lazy Susan" (21 Savage com Rich Brian, part. de Warren Hue e MaSimWei); "Nitrous" (Joji); "Vibez" (Zayn) - Mike Elizondo – Glow On (Turnstile); "Good Day" (Twenty One Pilots); Life by Misadventure (Rag'n'Bone Man); "Mercy" (Jonas Brothers); "Mulberry Street" (Twenty One Pilots); Obviously (Lake Street Dive); "Repeat" (Grace Vanderwaal); "Taking The Heat" (Joy Oladokun) - Hit-Boy – Judas and the Black Messiah: The Inspired Album (Vários Artistas); King's Disease II (Nas) - Ricky Reed – "//aguardiente y limón%ᵕ‿‿ᵕ%" (Kali Uchis); "Can't Let You Go" (Terrace Martin com part. de Nick Grant); "Damn Bean" (John-Robert); "Don't Go Yet" (Camila Cabello); Gold-Diggers Sound (Leon Bridges); "Piece of You" (Shawn Mendes); "Pushing Away" (Junior Mesa); "Rumors" (Lizzo com part. de Cardi B); "Sing" (Jon Batiste) |
| Melhor Gravação Remixada - "Passenger" (Mike Shinoda remix) – Deftones (remixador: Mike Shinoda) - "Back to Life" (Booker T Kings of Soul satta dub) – Soul II Soul (remixador: Booker T.) - "Born for Greatness" (Cymek remix) – Papa Roach (remixador: Spencer Bastin) - "Constant Craving" (Fashionably Late remix) – k.d. lang (remixador: Tracy Young) - "Inside Out" (3scape Drm remix) – Zedd e Griff (remixador: 3scape Drm) - "Met Him Last Night" (Dave Audé remix) – Demi Lovato com part. de Ariana Grande (remixador: Dave Audé) - "Talks" (Mura Masa Remix) – PVA (remixador: Alexander Crossan) | Melhor Álbum de Áudio Imersivo - Alicia – Alicia Keys (engenheiros de mixagem imersiva: George Massenburg e Eric Schilling; engenheiro de masterização imersiva: Michael Romanowski; produtora imersiva: Ann Mincieli) - Clique – Patricia Barber (engenheiros de mixagem imersiva: Jim Anderson e Ulrike Schwarz; engenheiro de masterização imersiva: Bob Ludwig; produtor imersivo: Jim Anderson) - Fine Line – Harry Styles (engenheiro de mixagem imersiva: Greg Penny; engenheiro de masterização imersiva: Greg Penny; produtor imersivo: Greg Penny) - The Future Bites – Steven Wilson (engenheiros de mixagem imersiva: Jake Fields e Steven Wilson; engenheiro de masterização imersiva: Bob Ludwig; produtor imersivo: Steven Wilson) - Stille Grender – Anne Karin Sundal-Ask & Det Norske Jentekor (engenheiro de mixagem imersiva: Morten Lindberg; engenheiro de masterização imersiva: Morten Lindberg; produtor imersivo: Morten Lindberg) |
| Melhor Engenharia de Álbum, Clássico - Chanticleer Sings Christmas – Chanticleer (engenheira: Leslie Ann Jones) - Archetypes – Sérgio Assad, Clarice Assad e Third Coast Percussion (engenheiros: Jonathan Lackey, Bill Maylone e Dan Nichols: engenheiro de masterização: Bill Maylone) - Beethoven: Cello Sonatas - Hope Amid Tears – Yo-Yo Ma e Emanuel Ax (engenheiro: Richard King) - Beethoven: Symphony No. 9 – Manfred Honeck, Coro Mendelssohn de Pittsburgh e Orquestra Sinfônica de Pittsburgh (engenheiro: Mark Donahue: engenheiro de masterização: Mark Donahue) - Mahler: Symphony No. 8, 'Symphony of a Thousand' – Gustavo Dudamel, Fernando Malvar-Ruiz, Luke McEndarfer, Robert Istad, Grant Gershon, Coro infantil de Los Angeles, Los Angeles Master Chorale, National Children's Chorus, Pacific Chorale e Filarmônica de Los Angeles (engenheiros: Alexander Lipay e Dmitriy Lipay; engenheiro de masterização: Alexander Lipay e Dmitriy Lipay) | Produtor do Ano, Clássico - Judith Sherman – Alone Together (Jennifer Koh); Bach & Beyond Part 3 (Jennifer Koh); Bruits (Imani Winds); Eryilmaz: Dances of the Yogurt Maker (Erberk Eryilmaz e Carpe Diem String Quartet); Fantasy - Oppens Plays Kaminsky (Ursula Oppens); Home (Blythe Gaissert); Mendelssohn, Visconti and Golijov (Jasper String Quartet e Jupiter String Quartet); A Schubert Journey (Llŷr Williams); Vers Le Silence - William Bolcom & Frédéric Chopin (Ran Dank) - Blanton Alspaugh – Appear And Inspire (James Franklin & The East Carolina University Chamber Singers); Howells: Requiem (Brian Schmidt e Baylor University A Cappella Choir); Hymns of Kassianí (Alexander Lingas e Cappella Romana); Kyr: In Praise of Music (Joshua Copeland e Antioch Chamber Ensemble); More Honourable Than The Cherubim (Vladimir Gorbik e PaTRAM Institute Male Choir); O'Regan: The Phoenix (Patrick Summers, Thomas Hampson, Chad Shelton, Rihab Chaieb, Lauren Snouffer, Houston Grand Opera e Houston Grand Opera Orchestra); Sheehan: Liturgy Of Saint John Chrysostom (Benedict Sheeha e the Saint Tikhon Choir) - Steven Epstein – Bach And Brahms Re-Imagined (Jens Lindemann, James Ehnes e Jon Kimura Parker); Bartók: Quartet No. 3; Beethoven: Op. 59, No. 2; Dvořák: American Quartet (Juilliard String Quartet); Beethoven: Cello Sonatas - Hope Amid Tears (Yo-Yo Ma e Emanuel Ax); Mozart: Piano Concertos Nos. 9 and 17, Arr. For Piano, String Quartet And Double Bass (Alon Goldstein, Alexander Bickard e Fine Arts Quartet); Songs of Comfort and Hope (Yo-Yo Ma e Kathryn Stott) - David Frost – Chamber Works By Dmitri Klebanov (ARC Ensemble); Glass: Akhnaten (Karen Kamensek, J'Nai Bridges, Dísella Lárusdóttir, Zachary James, Anthony Roth Costanzo, Metropolitan Opera Chorus and Orchestra); Mon Ami, Mon Amour¿¿ (Matt Haimovitz e Mari Kodama); One Movement Symphonies - Barber, Sibelius, Scriabin (Michael Stern e Kansas City Symphony); Poulenc: Dialogues Des Carmélites (Yannick Nézet-Séguin, Isabel Leonard, Erin Morley, Adrianne Pieczonka, Karita Mattila, Karen Cargill, Metropolitan Opera Chorus and Orchestra); Primavera I - The Wind (Matt Haimovitz); Roots (Randall Goosby e Zhu Wang) (A) - Elaine Martone – Archetypes (Sérgio Assad, Clarice Assad e Third Coast Percussion); Beneath The Sky (Zoe Allen e Levi Hernandez); Davis: Family Secrets - Kith & Kin (Timothy Myers, Andrea Edith Moore e Jane Holding); Quest (Elisabeth Remy Johnson); Schubert: Symphony In C Major, 'The Great'; Krenek: Static & Ecstatic (Franz Welser-Möst e Orquestra de Cleveland) |

### Música Clássica
| Melhor Performance Orquestrada - "Price: Symphonies Nos. 1 & 3" – Orquestra da Filadélfia - "Adams: My Father Knew Charles Ives; Harmonielehre" – Orquestra Sinfônica de Nashville - "Beethoven: Symphony No. 9" – Mendelssohn Choir of Pittsburgh e Orquestra Sinfônica de Pittsburgh - "Muhly: Throughline" – Orquestra Sinfônica de São Francisco - "Strauss: Also Sprach Zarathustra; Scriabin: The Poem of Ecstasy" – Orquestra Sinfônica de Seattle | Melhor Gravação de Ópera - "Glass: Akhnaten" – The Metropolitan Opera Orchestra e The Metropolitan Opera Chorus - "Bartók: Bluebeard's Castle" – Orquestra Filarmônica de Helsinki - "Janáček: Cunning Little Vixen" – Coro Sinfônico de Londres e LSO Discovery Voices - "Little: Soldier Songs" – The Opera Philadelphia Orchestra - "Poulenc: Dialogues Des Carmélites" – The Metropolitan Opera Orchestra e The Metropolitan Opera Chorus |
| Melhor Performance de Coro - "Mahler: Symphony No. 8, 'Symphony Of A Thousand'" – Orquestra Filarmônica de Los Angeles, Coro infantil de Los Angeles, Los Angeles Master Chorale, National Children's Chorus e Pacific Chorale - "It's a Long Way" – Skylark Vocal Ensemble - "Rising w/The Crossing" – International Contemporary Ensemble and Quicksilver e The Crossing - "Schnittke: Choir Concerto; Three Sacred Hymns; Pärt: Seven Magnificat-Antiphons" – Coro de Câmara da Filarmônica da Estônia - "Sheehan: Liturgy of Saint John Chrysostom" – The Saint Tikhon Choir - "The Singing Guitar" – Estelí Gomez; Austin Guitar Quartet, Douglas Harvey, Los Angeles Guitar Quartet, Texas Guitar Quartet e Conspirare | Melhor Performance de Música de Câmara - Beethoven: Cello Sonatas - Hope Amid Tears – Yo-Yo Ma e Emanuel Ax - Adams, John Luther: Lines Made by Walking – JACK Quartet - Akiho: Seven Pillars – Sandbox Percussion - Archetypes – Sérgio Assad, Clarice Assad e Third Coast Percussion - Bruits – Imani Winds |
| Melhor Solo Instrumental Clássico - Alone Together – Jennifer Koh - An American Mosaic – Simone Dinnerstein - Bach: Sonatas & Partitas – Augustin Hadelich - Beethoven & Brahms: Violin Concertos – Gil Shaham - Mak Bach – Mak Grgić | Melhor Álbum Vocal Solo Clássico - Mythologies – Sangeeta Kaur e Hila Plitmann - Confessions – Laura Strickling e Joy Schreier - Dreams Of A New Day - Songs By Black Composers – Will Liverman e Paul Sánchez - Schubert: Winterreise Joyce DiDonato e Yannick Nézet-Séguin - Unexpected Shadows Jamie Barton, Jake Heggie e Matt Haimovitz |
| Melhor Compêndio Clássico - Women Warriors - The Voices Of Change – Amy Andersson - American Originals - A New World, A New Canon – AGAVE e Reginald L. Mobley - Berg: Violin Concerto; Seven Early Songs and Three Pieces for Orchestra - Michael Tilson Thomas e Jack Vad - Cerrone: The Arching Path – Timo Andres e Ian Rosenbaum - Plays – Chick Corea | Melhor Composição Clássica Contemporânea - "Shaw: Narrow Sea" - Dawn Upshaw, Gilbert Kalish e Sō Percussion (compositor: Caroline Shaw) - "Akiho: Seven Pillars" - Sandbox Percussion (compositor: Andy Akiho) - "Andriessen: The Only One" - Esa-Pekka Salonen, Nora Fischer e Filarmônica de Los Angeles (compositor: Louis Andriessen) - "Assad, Clarice & Sérgio, Connors, Dillon, Martin & Skidmore: Archetypes" - Sérgio Assad, Clarice Assad e Third Coast Percussion (compositores: Clarice Assad, Sérgio Assad, Sean Connors, Robert Dillon, Peter Martin e David Skidmore) - "Batiste: Movement 11'" - Jon Batiste (compositor: Jon Batiste) |

### Videoclipe/Filme Musical
| Melhor Videoclipe - "Freedom" – Jon Batiste - "Shot in the Dark" – AC/DC - "I Get a Kick Out of You" – Tony Bennett e Lady Gaga - "Peaches" – Justin Bieber com part. de Daniel Caesar e Giveon - "Happier Than Ever" – Billie Eilish - "Montero (Call Me by Your Name)" – Lil Nas X - "Good 4 U" – Olivia Rodrigo | Melhor Filme Musical - Summer of Soul – Vários Artistas - Bo Burnham: Inside – Bo Burnham - David Byrne's American Utopia – David Byrne - Happier Than Ever: A Love Letter to Los Angeles – Billie Eilish - Music, Money, Madness... Jimi Hendrix in Maui – Jimi Hendrix |